# Arne Tammer
Arne Gerdt Helge Tammer, född 20 juli 1913 i Hedvig Eleonora församling Stockholm, död 16 augusti 2002 i Stockholm, var en svensk frisksportledare och instruktör. 

## Biografi
Tammer började visa intresse för styrketräning efter att ha varit svårt sjuk vid 8 års ålder. Enligt egen utsago var han bland de svagaste av sina kamrater när han blivit frisk från sin långa sjukhusvistelse. Vid 12 års ålder flyttade han med sin familj till Ålsten där han började träna ett antal olika idrotter. När han var 14 år blev han medlem i Äppelvikens friidrottsklubb. Han ville nå bättre resultat inom friidrotten, vilket han skulle få genom att börja styrketräna. Han började träna med en skivstång som en byggmästare hade tillverkat till honom. Med hjälp av styrkerketräningen slog han personligt rekord i bland annat löpning 100 meter och längdhopp.
Tammer propagerade för hälsa och sund näring och manade till kroppslig träning, främst styrketräning under parollen "Ge mig en kvart om dagen". Under denna slogan marknadsförde han mellan åren 1945–1975 en brevkurs i styrketräning hemma utan redskap. Han såg styrketräningen främst som hälsofrämjande, och var själv vegetarian.
Tammer var en av grundarna av Svenska Frisksportförbundet 1935. Han fortsatte att utöva styrketräning och löpning långt in i pensionsåldern och han grundade Frisksportens Veteranförbund 1992. 
Tammer finns omnämnd i Magnus Ugglas sång "IQ", eller kanske snarare det begrepp hans namn blivit: "Stark som Arne Tammer", och även i Stefan Demerts låt "Emancipationsvisa (Emma Karolina Magdalena Makadam)", där han sjunger, "... läsa högt för dig om Arne Tammer, och lyssna till din skivstångs slammer ...", Tammers slogan anspelades också på i Povel Ramels "Ge mig en kvart om dagen".